# Planocarpa sulcata
Planocarpa sulcata är en ljungväxtart som först beskrevs av C.M. Mihaich och som fick sitt nu gällande namn av Carolyn M. Weiller.
Planocarpa sulcata ingår i släktet Planocarpa och familjen ljungväxter. Inga underarter finns listade i Catalogue of Life.